# Source Wellington

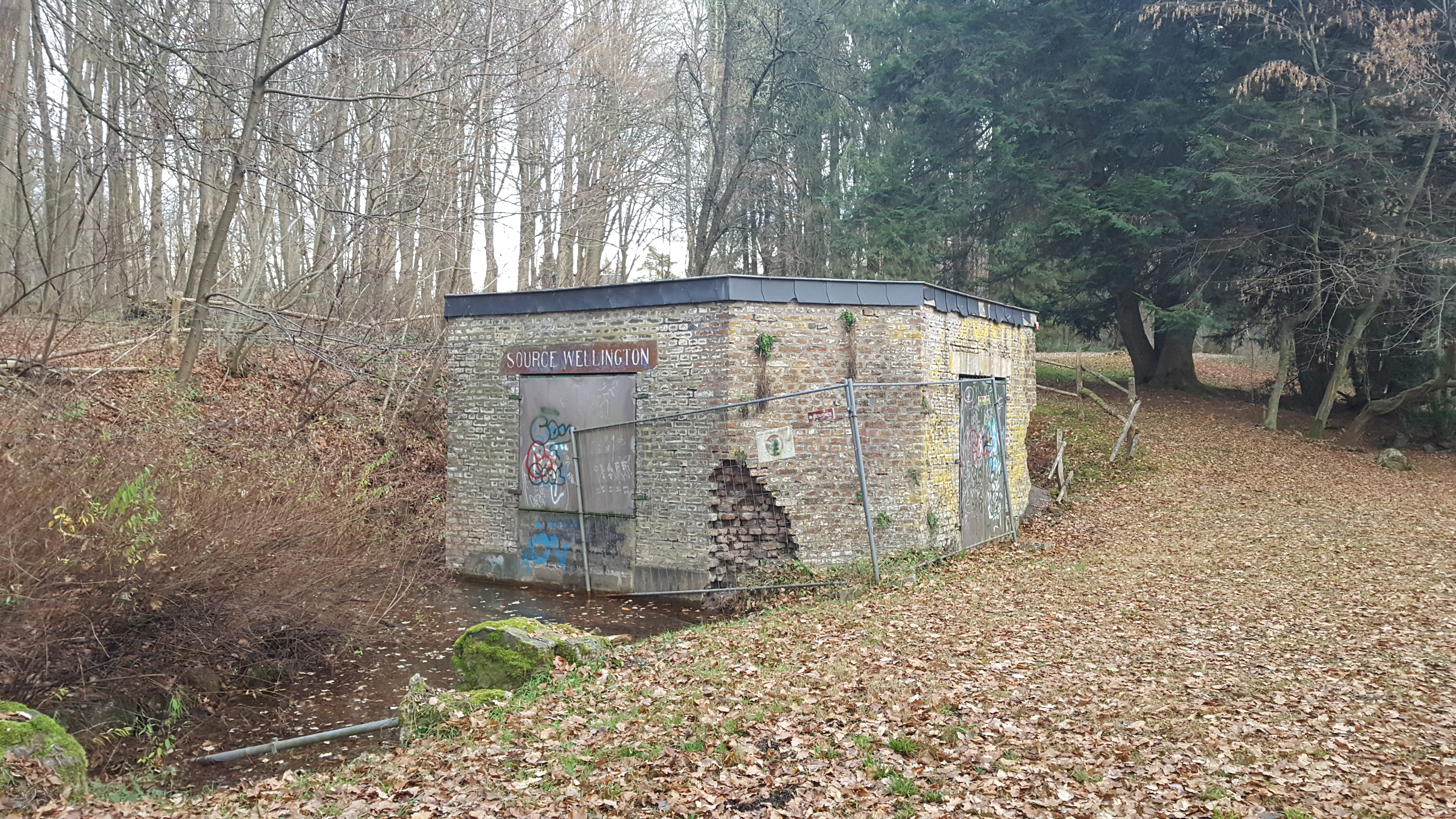
Source Wellington.

La source Wellington appelée aussi source duc de Wellington est une source de la région de Spa et plus précisément de la localité de Nivezé dans sa partie de territoire appartenant à la commune de Jalhay (Ardennes belges).

## Situation
La source Wellington se situe au lieu-dit Trou Gonet à environ 400 m au sud-est du lac de Warfaaz, sur la rive droite du ruisseau de Soyeuru (ou Soyeureux) qui coule à une trentaine de mètres et délimite les communes de Spa et Jalhay. L'altitude en surface avoisine les 310 m. La source Marie-Henriette est située à environ 200 m plus au nord en direction du lac de Warfaaz. Le centre ADEPS de La Fraineuse se trouve à proximité (à l'ouest).

## Histoire
Le comte Georges d’Artet de Neufmoustier découvre à proximité de sa villa l’émergence d’une source ferrugineuse ainsi que la présence de mofettes d'acide carbonique. Entre 1906 et 1908, il devient propriétaire des terrains concernés d'une superficie totale de 9 500 m2. Avec l'aide du docteur Achille Poskin, spécialiste en hydrologie et médecin pratiquant à Spa, il capte la source à la fin de l'année 1908.
Le 5 avril 1912, Georges d’Artet de Neufmoustier concède au Syndicat des Eaux Minérales de Spa le droit d’exploiter à ses frais les eaux minérales de la source suivant une location par bail et une redevance de 2 centimes par bouteille vendue. L'eau est commercialisée dès 1913 sous les marques Royale Spa, Duc de Fer et La Soyeureuse.
En mai 1919, Edouard Libotte-Thiriar, un industriel liégeois, achète la source à Georges d’Artet de Neufmoustier. Il constitue avec 26 autres personnes une société anonyme dénommée La Royale Spa. En 1921, l'usine d'embouteillage qui se trouvait boulevard des Anglais est construite près de la source. Durant l’année 1923, plus de 8 millions de bouteilles sont vendues en Belgique et à l’étranger. En juin 1924, la société concurrente Spa Monopole achète La Royale Spa. 
En 1930, les 65 m3 journaliers de la source Wellington servent à alimenter l'établissement des Bains de Spa en plus des eaux de la source Marie-Henriette qu'il reçoit depuis 1867. En 1934, Spa Monopole, en échange d’une prolongation de sa concession, cède la propriété de la source à la ville de Spa.
Les anciens bâtiments de l'usine d'embouteillage de la Royale Spa sont démolis en 1972 et le petit kiosque est démonté en 1975. Il ne reste actuellement que le socle octogonal de ce kiosque. Il est en train de se désagréger progressivement.
La source appelée aussi Source ou Pouhon duc de Wellington rend hommage à Arthur Wellesley duc de Wellington qui séjourna à Spa en 1818, soit trois années après sa victoire à la bataille de Waterloo.